# Ванинская
Ванинская — опустевшая деревня в составе Опаринского района Кировской области. 

## География
Находится на расстоянии примерно 24 километра по прямой на юг от районного центра поселка Опарино.

## История
Известна с 1891 года, в 1926 году 11 дворов и 44 жителя, в 1950 году дворов 15 и жителей 43, в 1989 году 1 постоянный житель. До 2021 года входила в Вазюкское сельское поселение Опаринского района, ныне непосредственно в составе Опаринского района. 

## Население
Постоянное население  составляло 2 человека (русские 100%) в 2002 году, 0 в 2010.